# Giovanni Santucci

Bischofswappen von Giovanni Santucci

Giovanni Santucci (* 14. Mai 1949 in Pietrasanta, Provinz Lucca, Italien) ist ein italienischer Geistlicher und emeritierter römisch-katholischer Bischof von Massa Carrara-Pontremoli.

## Leben
Der Erzbischof von Pisa, Benvenuto Matteucci, spendete ihm am 28. Juni 1974 die Priesterweihe. Anschließend war Santucci bis 1981 Pfarrvikar an der Kathedrale von Pontedera. Im Oktober 1987 wurde er Regens des Priesterseminars von Pisa, was er bis Juni 1995 blieb. Anschließend kehrte er als Gemeindepfarrer in seine Heimatstadt Pietrasanta zurück.
Papst Johannes Paul II. ernannte ihn am 28. Oktober 1999 zum Bischof von Massa Marittima-Piombino. Der Bischof von Arezzo-Cortona-Sansepolcro, Gualtiero Bassetti, spendete ihm am 5. Dezember desselben Jahres die Bischofsweihe; Mitkonsekratoren waren Gaetano Bonicelli, Erzbischof von Siena-Colle di Val d’Elsa-Montalcino, und Alessandro Plotti, Erzbischof von Pisa.
Am 19. Mai 2010 wurde er von Papst Benedikt XVI. zum Bischof von Massa Carrara-Pontremoli ernannt und am 29. Juni desselben Jahres in das Amt eingeführt. Im Jahr 2018 wurde Santucci vorgeworfen, die Veruntreuung von Gemeindemitteln durch den Priester Gianluca Morini gedeckt zu haben. Der Bischof wurde jedoch im November 2018 durch ein Gericht von diesem Vorwurf freigesprochen.
Papst Franziskus nahm am 15. Januar 2021 sein vorzeitiges Rücktrittsgesuch an.